# Mãe É Mãe
"Mãe é Mãe" é um funk satírico composto e interpretado pela banda Casseta & Planeta que atingiu grande êxito em fins dos anos 80.
A canção era um dos números mais destacados dos primeiros shows da banda (então chamada Casseta Popular & Planeta Diário), combinando uma letra absurda e uma detalhada imitação de Tim Maia por Bussunda.
A canção era repleta de indiretas sobre relacionamento, que Bussunda escreveu inspirado em sua amiga e paixão platônica Angélica Nascimento, que após ouvir a música identificou o apelo e começou um namoro com Bussunda. Os dois se casariam em 1989. Quando questionada sobre gostar da letra, Nascimento declarou que "cada musa tem o poeta que merece".
Foi gravada em 1989 como faixa principal do LP Preto com um Buraco no Meio; simultaneamente foi lançada a versão remixada em maxi-single de distribuição restrita. O sucesso de "Mãe é Mãe" levou a banda Casseta & Planeta ao estrelato nacional e a frequentes participações em programas de auditório. Quando a banda tocou "Mãe é Mãe" ao vivo no Domingão do Faustão, Tim Maia ligou para o local dizendo que apareceria para atirar em Bussunda, irritado principalmente com os enchimentos - "o cara já é gordo para caralho e tá dizendo que é menos gordo que eu?".
Movimentos feministas protestaram duramente contra o conteúdo da letra. A situação foi satirizada pela própria banda em shows subsequentes através da autoparódia "Pai é Pai".
Em 2000 a versão original de "Mãe é Mãe" foi editada pela primeira vez em compact disc na coletânea The Bost of Casseta & Planeta.

## Faixas
Lado A
| N.º | Título      | Duração |  |
| 1.  | "Mãe é Mãe" |         |  |

Lado B
| N.º | Título                     | Duração |  |
| 1.  | "Mãe é Mãe" (Versão Remix) |         |  |